# عقاب وشيهانة (فلم)
عقاب وشيهانة، فيلم تلفزيوني سعودي انتج سنة 1988.

## قصة الفيلم
يحكي قصة عقاب الشاب الساذج البسيط الذي يسعى والده إلى التأكيد على طبيعته وسلامة عقلة. ويطمح إلى تزويجة بابنت أحد اعيان القبيلة.